# Кибо (модуль МКС)
Японский экспериментальный модуль («Кибо»)  (яп. きぼう кибо, «надежда») — модуль международной космической станции. Научная, исследовательская лаборатория. Разработчик: Японское агентство аэрокосмических исследований (англ. JAXA). Международная аббревиатура: JEM (от англ. Japanese Experiment Module).
Первый компонент модуля установлен на МКС 14 марта 2008 года экипажем шаттла Индевор STS-123.

## Устройство
Японский экспериментальный модуль («КИБО») состоит из следующих компонентов:
- «Герметичный отсек» (англ. JEM PM — Pressurized Module) — основной компонент цилиндрической формы длиной 11.2 метра и диаметром 4.4 метра. В нём содержатся десять международных научных стоек (ISPR)[2].
- «Экспериментальный грузовой отсек» (англ. JEM ELM — Experiment Logistics Module) — состоит из двух секций:

- «Герметичная секция» (англ. ELM PS - Experiment Logistics Module, Pressurized Section) — служит в качестве дополнения к «Герметичному отсеку». Сначала секция была присоединена к модулю «Гармония». В процессе сборки модуля, несколько раз поменяла своё местоположение, и в итоге зафиксирована на зенитном стыковочном узле «Герметичного отсека».
- «Внешняя негерметичная секция» (англ. ELM ES — Experiment Logistics Module, Exposed (Unpressurized) Section) — часть экспериментального грузового отсека, но в то же время является неразделимой составляющей «Внешней экспериментальной платформы». Выполняет функции хранения и транспортировки.
- «Внешняя экспериментальная платформа» или «блок для изучения внешних воздействий» (англ. EF — Exposed Facility), также известен, как «Терраса», — негерметичный компонент, расположенный сразу за «Герметичным отсеком», с которым соединён воздухонепроницаемым люком. Применяется для проведения экспериментов непосредственно под воздействием космической среды.
- «Дистанционный манипулятор» (англ. JEM RMS — Remote Manipulator System) — представляет собой механическую «руку-манипулятор», вмонтированную в носовую часть «Герметичного отсека». Предназначен для перемещения оборудования между «Экспериментальным грузовым отсеком» и «Внешней экспериментальной платформой».

## Технические характеристики
В настоящее время «КИБО» — наибольший из всех отдельных модулей МКС, хотя в начале программы исследований он был меньше всех. Другие партнёры — участники программы уменьшили размеры своих лабораторных модулей, в то время как размеры «КИБО» оставались неизменны.
- Герметичный отсек
  - Длина: 11,2 метра
  - Диаметр: 4,4 метра
  - Масса: 14 800 кг.
- Экспериментальный грузовой отсек
  - Длина: 3,9 метра
  - Диаметр: 4,4 метра
  - Масса: 4 200 кг.

## События
- 30 мая 2003 года — из Японии в Космический центр Кеннеди (США) прибыл «Герметичный отсек», который до отправки на МКС был помещён в «Зону подготовки космической станции[англ.]», трёхъярусное хранилище НАСА в Космическом центре Кеннеди
- 12 марта 2007 года — в центр НАСА прибыл «Экспериментальный грузовой отсек».[3]
- 13 марта 2008 года — на МКС прибыл шаттл Индевор «STS-123», который привёз первый компонент модуля «Кибо» — Герметичную секцию «Экспериментального грузового отсека» (ELM PS)[4]

- 14 марта 2008 года — экипаж «STS-123» временно присоединил ELM PS модуля «Кибо» к зенитному стыковочному узлу модуля «Гармония»[5]
- 2 июня 2008 года — к МКС пристыковался Дискавери «STS-124», с грузом, состоящим из «Герметичного отсека» (JEM PM), «Опорных шасси» и «Дистанционного манипулятора» (JEM RMS)[6];
- 4 июня 2008 года — герметичный отсек (JEM PM) пристыкован к модулю «Гармония»[7]. Первый зашедшим в модуль стал японский астронавт Акихико Хосидэ[8].
- 15 июля 2009 года, запуск Индевор «STS-127»[9][10] — доставка «Внешней экспериментальной платформы» (JEM EF).
- 4 октября 2012 года, запуск пяти кубсатов с помощью пускового модуля J-SSOD (доставлен на борт 27 июля кораблем Конотори-3)[11].
- 25 августа 2015 года Установка модуля CALET[англ.] — космический телескоп для исследования излучения частиц высокой атомной массы и энергии.[12] Модуль был доставлен на станцию при помощи японского грузового корабля HTV-5.[13]

## Устройство
- Общая схема
- Герметичный Модуль
- Экспериментальный Логистический Модуль - Секция Под Давлением
- Незащищенный Объект
- Экспериментальный Логистический Модуль - Открытая секция
- Система Дистанционного Манипулятора

## Запланированные эксперименты
- MAXI — Астрономия в диапазоне рентгеновских лучей от 0,5 до 30 кэВ[14]
- SMILES — Исследование и мониторинг очень слабого излучения спектральных линий волновой эмиссии от следов молекул газа в стратосфере.[15]